# Kabinett Leone II
Das Kabinett Leone II wurde am 25. Juni 1968 durch Ministerpräsident Giovanni Leone gebildet und befand sich bis zum 11. Dezember 1968 im Amt. Es löste das dritte Kabinett Moro ab und wurde durch das erste Kabinett Rumor abgelöst.

## Kabinett

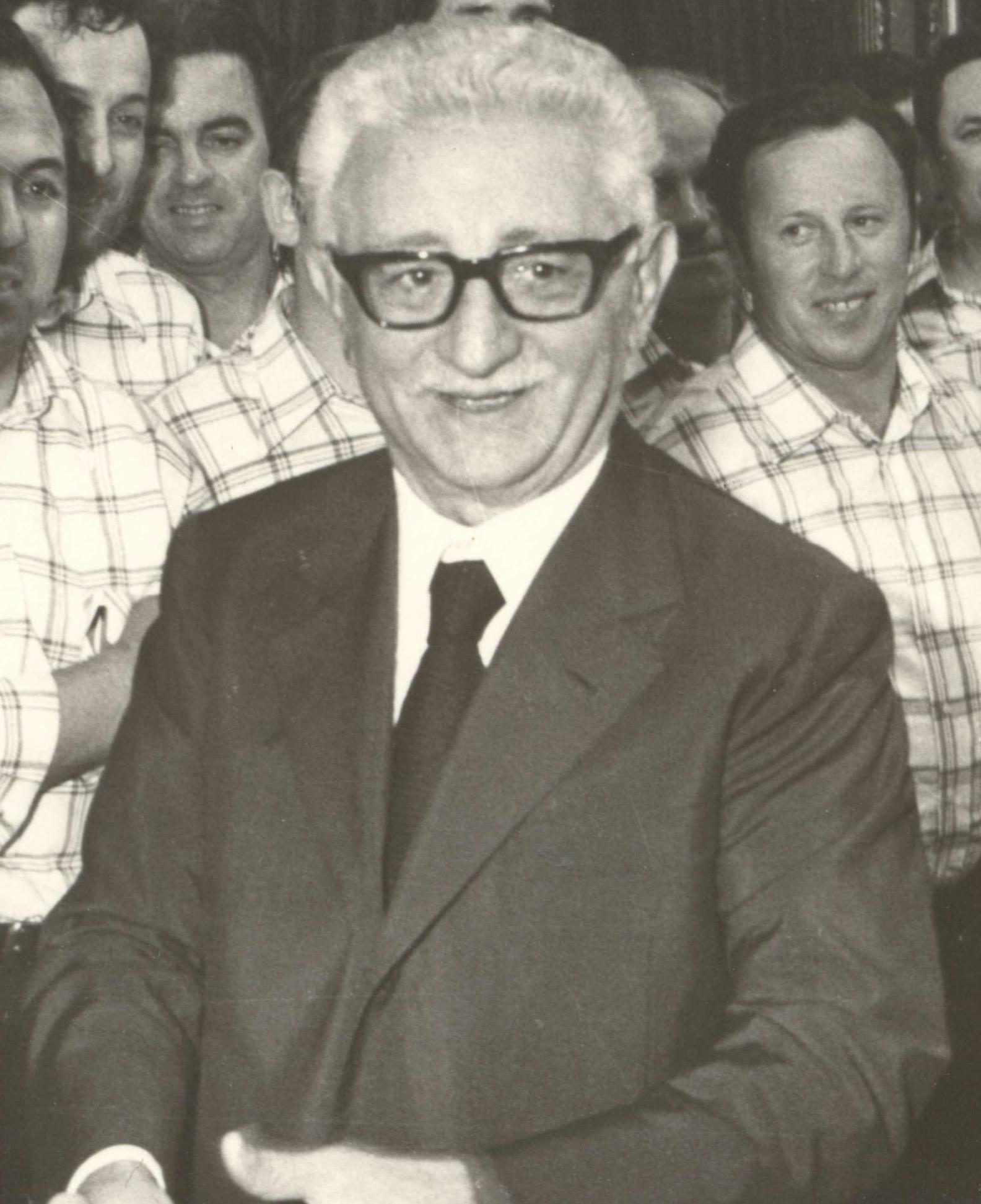
Giovanni Leone

Dem Kabinett gehörten folgende Minister an:
| Amt                                                                        | Name                      | Parlamentsmandat        | Anmerkungen                |
| -------------------------------------------------------------------------- | ------------------------- | ----------------------- | -------------------------- |
| Ministerpräsident                                                          | Giovanni Leone            | Senato della Repubblica |                            |
| Minister beim Ministerpräsidenten                                          | Attilio Piccioni          | Senato della Repubblica |                            |
| Minister ohne Geschäftsbereich für die Reform der öffentlichen Verwaltung  | Tiziano Tessitori         | Senato della Repubblica |                            |
| Minister ohne Geschäftsbereich für die Beziehungen zum Parlament           | Crescenzo Mazza           | Camera dei deputati     |                            |
| Minister ohne Geschäftsbereich für Süditalien und strukturschwache Gebiete | Italo Giulio Caiati       | Camera dei deputati     |                            |
| Außenminister                                                              | Giuseppe Medici           | Senato della Repubblica |                            |
| Innenminister                                                              | Franco Restivo            | Camera dei deputati     |                            |
| Justizminister                                                             | Guido Gonella             | Camera dei deputati     |                            |
| Minister für den Haushalt und Wirtschaftsplanung                           | Emilio Colombo            | Camera dei deputati     | Kommissarische Amtsführung |
| Finanzminister                                                             | Mario Ferrari Aggradi     | Camera dei deputati     |                            |
| Schatzminister                                                             | Emilio Colombo            | Camera dei deputati     |                            |
| Verteidigungsminister                                                      | Luigi Gui                 | Camera dei deputati     |                            |
| Minister für öffentlichen Unterricht                                       | Giovanni Battista Scaglia | Camera dei deputati     |                            |
| Minister für öffentliche Arbeiten                                          | Lorenzo Natali            | Camera dei deputati     |                            |
| Minister für Landwirtschaft und Forsten                                    | Giacomo Sedati            | Camera dei deputati     |                            |
| Minister für Verkehr und Zivilluftfahrt                                    | Oscar Luigi Scalfaro      | Camera dei deputati     |                            |
| Minister für Post und Telekommunikation                                    | Angelo De Luca            | Senato della Repubblica |                            |
| Minister für Industrie, Handel und Handwerk                                | Giulio Andreotti          | Camera dei deputati     |                            |
| Minister für Arbeit und Sozialversicherung                                 | Giacinto Bosco            | Senato della Repubblica |                            |
| Außenhandelsminister                                                       | Carlo Russo               | Camera dei deputati     |                            |
| Minister für die Handelsmarine                                             | Giovanni Spagnolli        | Senato della Repubblica |                            |
| Minister für staatliche Beteiligungen                                      | Giorgio Bo                | Senato della Repubblica |                            |
| Gesundheitsminister                                                        | Ennio Zelioli Lanzini     | Senato della Repubblica |                            |
| Minister für Tourismus und Veranstaltungen                                 | Domenico Magrì            | Camera dei deputati     |                            |